# Столбун, Давид Евсеевич
Давид Евсеевич Столбун (1904 — 18 июля 1938) — советский стратонавт и нейрофизиолог. Кандидат медицинских наук. Военный врач 2-го ранга. Является одним из зачинателей будущей космической медицины.

## Биография
Родился в городе Радомышль Житомирской области. Еврей по происхождению.
Закончил Киевский медицинский институт и аспирантуру. Защитил учёную степень кандидата медицинских наук. Работал в клинике нервных болезней.
Погиб 18 июля 1938 года при полёте на стратостате ВВА-1. Стратостат взлетел в Звенигороде. Экипаж составляли Яков Григорьевич Украинский, Серафим Константинович Кучумов, Пётр Михайлович Батенко, Давид Евсеевич Столбун. На большой высоте отказало кислородное оборудование, а индивидуальное кислородное оборудование не справилось с поддержанием жизнеобеспечения. Экипаж стратостата погиб от удушья. Стратостат приземлился в Сталино (теперь Донецк). Он попал на линию электропередачи. Шар стратостата взорвался, так как был заполнен водородом.
Экипаж стратостата был похоронен в Сталино. В 1953 году на их могиле был установлен памятник стратонавтам.
Жена — Раиса Львовна Бабат, психолог, невролог.
Сын — В. Д. Столбун.

## Память
- Именем Столбуна названа улица в Донецке.